# Albrecht (Baden-Durlach)

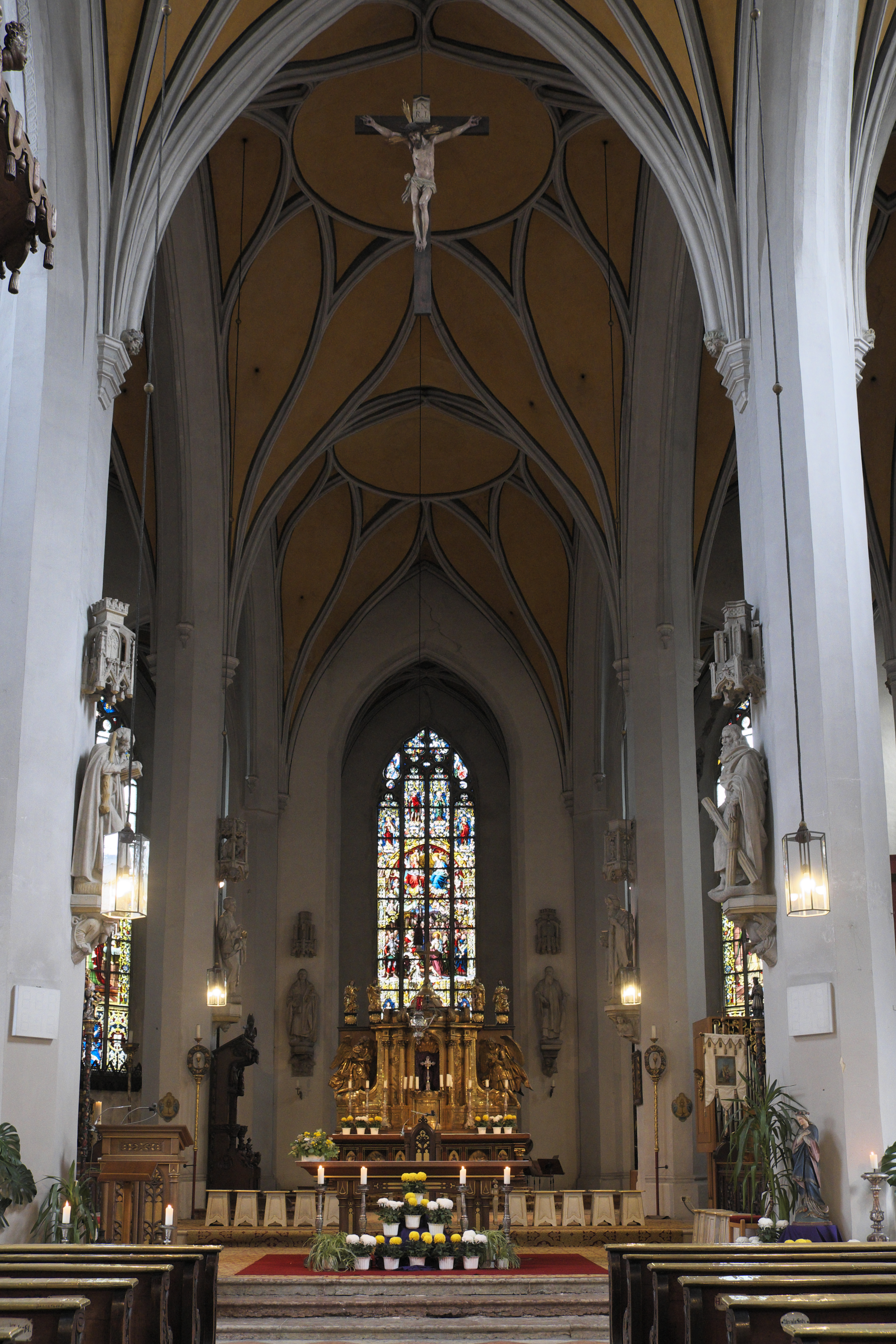
Chorraum der Kirche St. Jakob in Wasserburg am Inn. Im Boden eingelassen das Grabdenkmal für Markgraf Albrecht

Albrecht von Baden-Pforzheim, später Baden-Durlach genannt (* Juli 1511; † 12. Dezember 1542 in Wasserburg am Inn), war Erbprinz der Markgrafschaft Baden-Durlach.

## Leben
Albrecht war der älteste Sohn des Markgrafen Ernst von Baden-Pforzheim (später Baden-Durlach genannt) und dessen erster Ehefrau Elisabeth von Brandenburg-Ansbach-Kulmbach. 1526 unternahm er seine Kavaliersreise nach Frankreich und Lothringen.
Um spätere Erbschaftsstreitigkeiten möglichst zu vermeiden, erstellte Markgraf Ernst 1537 einen Plan zur Landesteilung unter seinen drei Söhnen Albrecht, Bernhard und Karl, wobei Albrecht die badischen Unterlande mit der Residenz Pforzheim erhalten sollte.
Im Ersten Österreichischen Türkenkrieg nahm Albrecht 1542 an dem missglückten Reichsfeldzug des Kurfürsten Joachim von Brandenburg teil.
Das Heer erreichte Ende September 1542 Pest. Nach kurzer Belagerung musste Ferdinand die Aktion abbrechen lassen. Dahinter standen die sich verschlechternden Beziehungen zwischen König Ferdinand und der Witwe Zápolyas. Ein weiterer Grund war das unter den Soldaten grassierende Fleckfieber.
Auf dem Rückweg von Ungarn besuchte Albrecht seine Halbschwester Margarete (1519–1571), die mit dem Grafen Wolfgang II. von Oettingen (1511–1572) verheiratet war. Graf Wolfgang war durch Herzog Wilhelm von Bayern zum Pfleger von Wasserburg am Inn und Schloss Kling eingesetzt worden. In Wasserburg verstarb Albrecht Ende 1542 und wurde in der Kirche St. Jakob bestattet.